# Mariestads sparbank

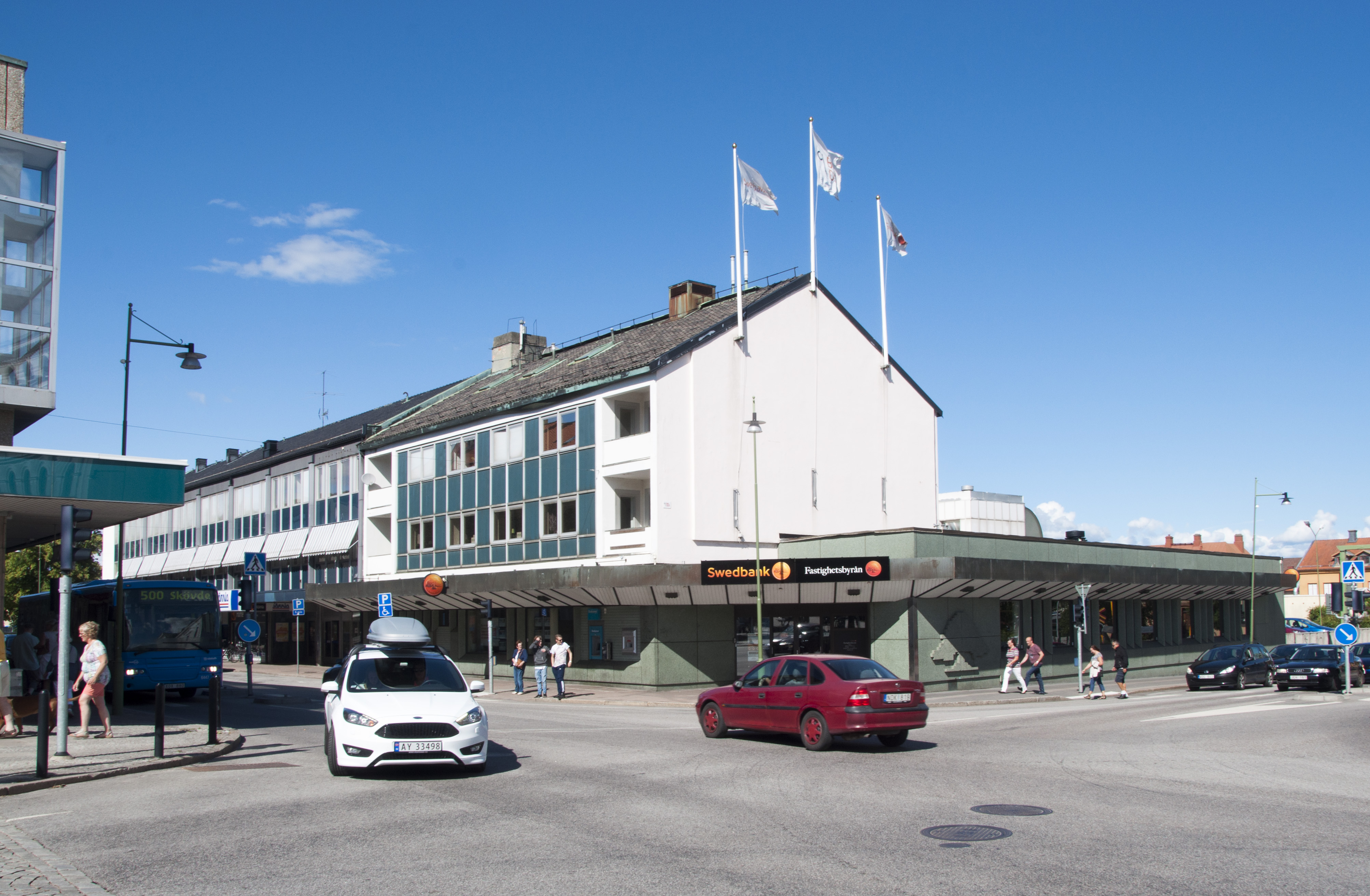
Byggnad för Mariestads sparbank, uppförd 1958. Arkitekt Bent Jörgen Jörgensen

Mariestads sparbank var en sparbank i Mariestad 1822-1971.
Banken stiftades den 6 december 1821 som en av de första sparbankerna i Sverige utanför Göteborg och Stockholm. För grundläggandet medverkade borgmästaren Niklas Åkerman.
År 1971 gick Mariestads sparbank ihop med Töreboda sparbank och Skövde-Hjo sparbank för att bilda Sparbanken Norra Skaraborg. År 1977 skedde ett samgående med Falköpings sparbank, vilket bildade Sparbanken Skaraborg. Verksamheten skulle senare gå upp i Sparbanken Alfa (1986), Sparbanksgruppen (1991), Sparbanken Sverige (1992) och Föreningssparbanken (1997).